# 12. studenoga
12. studenoga (12. 11.) 316. je dan godine po gregorijanskom kalendaru (317. u prijestupnoj godini).
Do kraja godine ima još 49 dana.

## Događaji
- 1920. – sklopljen Rapalski ugovor kojim je Kraljevina SHS prepustila Italiji velik dio hrvatske jadranske obale.
- 1948. – U Tokiju završen Tokijski proces na kojem je 28 osoba osuđeno za ratne zločine pred Međunarodnim kaznenim sudom za Daleki istok.
- 1970. - Ciklon Bhola pogodio je istočni Pakistan (današnji Bangladeš) i zapadni Bengal u Indiji. To je i dalje najsmrtonosniji tropski ciklon ikada zabilježen i jedna od najsmrtonosnijih svjetskih humanitarnih katastrofa. Najmanje 300.000 ljudi poginulo je u oluji.
- 1991. – Objavljen je prvi studijski album Tupaca Shakura pod imenom 2Pacalypse Now.
- 1993. – Bitka na Bašinom Brdu kod Fojnice, pobjeda HV nad ABiH i početak ratnog preokreta u hrvatsko-bošnjačkom sukobu
- 1991. – Formirana je 141. brigada HV.[1]
- 1995. – U Erdutu je potpisan Temeljni sporazum o području istočne Slavonije, Baranje i zapadnog Srijema, poznatiji pod nazivom Erdutski sporazum.
- 2001. – Airbus A300 američke kompanije American Airlines srušio se na njujorško predgrađe Queens zbog strukturalnog raspada. Poginulo 260 ljudi u zrakoplovu i 5 na tlu.
- 2017. – U potresu koji je pogodio granicu između Iraka i Irana poginula su 452 čovjeka, 7 156 ih je ranjeno, a oko 70 000 obeskućeno.[2]

| - 1815. – Elizabeth Cady Stanton, američka feministkinja († 1902.) - 1898. – Martin Bubanj, župnik i vjeroučitelj († 1945.) - 1929. – Michael Ende, njemački književnik († 1995.) - 1929. – Grace Patricia Kelly, američka glumica i monegaška princeza († 1982.) - 1939. – Mani Gotovac, hrvatska kazališna kritičarka i spisateljica († 2019.) - 1954. – Frano Lasić, hrvatski glumac - 1957. – Ivan Šuker, hrvatski političar i ekonomist († 2023.) - 1967. – Zoran Čubrilo, hrvatski glumac - 1971. – Mitja Kunc, slovenski alpski skijaš - 1982. – Petra Kurtela, hrvatska glumica - 1982. – Anne Hathaway, američka glumica | - 1624. – Jozafat Kuncevič – bjelorusko-ukrajinski svetac (* 1580.) - 1948. – Umberto Giordano, talijanski skladatelj (* 1867.) - 1955. – Tin Ujević, hrvatski pjesnik (* 1891.) - 1988. – Janika Balaž, novosadski tamburaš (* 1925.) - 1993. – Anna Sten, ukrajinsko-američka glumica (* 1908.) - 2003. – Jonathan Brandis, američki glumac, pisac, redatelj i producent (* 1976.) - 2019. – Mani Gotovac, hrvatska kazališna kritičarka i spisateljica (* 1939.) - 2019. – Martin Sagner, hrvatski kazališni, televizijski i filmski glumac (* 1932.) |